# Trite (zoologia)
Trite Simon, 1885 è un genere di ragni appartenente alla famiglia Salticidae.

## Distribuzione
Le 18 specie oggi note di questo genere sono diffuse in Oceania: in particolare sei specie sono endemiche della Nuova Zelanda, quattro dell'Australia, tre della Nuova Caledonia e le altre di vari gruppi di isole dell'Oceania (la T. rapaensis nella lontanissima isola di Pasqua).

## Tassonomia
A dicembre 2010, si compone di 18 specie:
- Trite albopilosa (Keyserling, 1883) — Nuovo Galles del Sud, Victoria (Australia)
- Trite auricoma (Urquhart, 1886) — Nuova Zelanda
- Trite concinna Rainbow, 1920 — Isola Lord Howe, Isole Norfolk
- Trite gracilipalpis Berland, 1929 — Isole della Lealtà
- Trite herbigrada (Urquhart, 1889) — Nuova Zelanda
- Trite ignipilosa Berland, 1924 — Nuova Caledonia
- Trite lineata Simon, 1885 — Nuova Caledonia
- Trite longipalpis Marples, 1955 — Isole Samoa, Isole Tonga
- Trite longula (Thorell, 1881) — Queensland
- Trite mustilina (Powell, 1873) — Nuova Zelanda
- Trite ornata Rainbow, 1915 — Australia meridionale
- Trite parvula (Bryant, 1935) — Nuova Zelanda
- Trite pennata Simon, 1885[2] — Nuova Caledonia
- Trite planiceps Simon, 1899 — Nuova Zelanda
- Trite ponapensis Berry, Beatty & Prószynski, 1997 — Isole Caroline
- Trite rapaensis Berland, 1942 — Isola di Pasqua
- Trite urvillei (Dalmas, 1917) — Nuova Zelanda
- Trite vulpecula (Thorell, 1881) — Queensland

### Specie trasferite
- Trite daemeli (Keyserling, 1883); trasferita al genere Paraphilaeus Zabka, 2003, proprio dall'aracnologo Zabka a costituire l'unica specie (Paraphilaeus daemeli) di questo genere[1].
- Trite rubriceps (Thorell, 1881); trasferita al genere Opisthoncus L. Koch, 1880, con la denominazione Opisthoncus rubriceps a seguito di uno studio dell'aracnologo Zabka del 1991[1].

### Nomina nuda
- Trite hunanensis Peng & Xie, 1992; sono esemplari non sufficientemente descritti dagli autori e, anche a causa della relativa lontananza dall'areale del genere, ritenuti al momento nomina nuda[1].
- Trite sichuanensis Peng & Xie, 1992; sono esemplari non sufficientemente descritti dagli autori e, anche a causa della relativa lontananza dall'areale del genere, ritenuti al momento nomina nuda[1].